# Radio Parada
Radio Parada – prywatna stacja radiowa z Łodzi. Właścicielem stacji jest Radio Parada spółka z o.o., której zadaniem jest nadawanie audycji radiowych o zasięgu regionalnym. Siedziba znajduje się w Łodzi przy alei Piłsudskiego 141. Prezesem radia jest Ewa Kubasiewicz.
Stacja nadaje całodobowo na częstotliwościach 96,0 MHz w Łodzi oraz 97,8 MHz w Opocznie. Nadajniki umieszczone są odpowiednio na kominie Zakładów Włókien Chemicznych „Chemitex-Anilana” przy alei Piłsudskiego 141 w Łodzi oraz na kominie Zakładu Energetyki Cieplnej przy ul. Przemysłowej 5c w Opocznie.
Partnerem Radia Parada jest Informacyjna Agencja Radiowa (IAR). Od początku istnienia stacji w ofercie programowej znajduje się publicystyka, edukacja i poradnictwo. Pod względem muzycznym Radio Parada prezentuje standardy muzyki rozrywkowej lat 60., 70., 80. i 90. XX wieku, oraz najnowsze przeboje światowych list przebojów (codzienna Lista Hot Top 20). Za pośrednictwem strony internetowej Radia Parada, można słuchać radio oraz przed zmianami na stronie oglądać na żywo studio dzięki kamerom.

## Historia
Radio Rock-Parada (pierwotna nazwa) zostało założone przez Huberta Kubasiewicza, a sfinansowane przez Krzysztofa Kubasiewicza. Radio nadawało muzykę rockową i wiadomości lokalne. Do zespołu dołączyli m.in. Piotr Stelmach, Tomasz Kasprzyk i Juliusz Kaszyński. Po kilku miesiącach działalności, gdy rozgłośnia zyskała popularność m.in. dzięki wysokiej jakości nadawanych audycji, Hubert Kubasiewicz został odsunięty od prowadzenia radia przez swojego ojca i jego ówczesną żonę, a z czasem zwolniony.
Krajowa Rada Radiofonii i Telewizji początkowo nie przyznała koncesji Radiu Parada, ale po przegranym procesie przed Naczelnym Sądem Administracyjnym w Warszawie, została zmuszona do jej wydania. Radio rozpoczęło nadawanie 26 czerwca 1993 roku. W ciągu pierwszego roku osiągnęło pierwszą pozycję wśród stacji radiowych nadających w Łodzi, dystansując stacje ogólnopolskie.
Od roku 1993 radio ma półokrągłe logo składające się z napisu RADIO PARADA, a pod nim półokrągłe czerwone koła z napisem 96.00 FM (dawniej 69.44 MHz-96.00 FM).